# فرودگاه تک‌بانده کابالبو
فرودگاه تک‌بانده کابالبو (به انگلیسی: Kabalebo Airstrip) یک فرودگاه همگانی است . این فرودگاه در کشور سورینام قرار دارد .